# Institut de combinatoire et ses applications
Pour les articles homonymes, voir ICA.
L'Institut de combinatoire et ses applications (Institute of Combinatorics and its Applications, ICA) est une organisation scientifique internationale fondée en 1990 et dont le siège est situé à la Florida Atlantic University. L'institut a été en sommeil entre 2010 et 2016, et a repris des activités en 2016.

## Objectifs
L'objectif de l'ICA est d'augmenter la visibilité et l'influence de la communauté travaillant dans le domaine de la combinatoire. Il comporte plus de 800 membres dans plus de 40 pays.
L'affiliation à l'ICA comporte trois niveaux. Les Members n'ont pas encore obtenu leur doctorat. Les Associate Fellows sont de jeunes membres ayant obtenu leur doctorat ou ayant publié massivement ; a priori un Associate Fellow devrait avoir un poste d'Assistant Professor. Les Fellows sont censés être ou devenir des universitaires établis et ont généralement au moins le rang de professeur associé.
Quelques membres sont impliqués dans des recherches hautement théoriques ; d'autres membres sont davantage intéressés par des questions liées à l'éducation et l'instruction ; d'autres encore s'investissent dans les applications de la combinatoire en statistique, en théorie de la communication, en cryptographie, sécurité des systèmes d'information et autres champs d'application.
Des membres ont obtenu le titre de Lifetime Fellow, tels que Gustavus J. Simmons en 1996.

## Publication
L'ICA publie le Bulletin of the ICA  (ISSN 1183-1278), une revue qui combine la publication d'articles de veille et de recherche avec des informations émanant des membres et des comptes rendus des conférences passées ou à venir. Le bulletin paraît trois fois par an, en janvier, mai et septembre. Le Bulletin est publié depuis 1991. En 2020, ce sont publiés les volumes 88, 89 et 90. Les articles publiés sont en libre accès. Les sections du bulletin relevant de la vie de l'association sont réservés aux membres.

## Présidence
De 1990 à 1996, puis de 1996 jusqu'à son décès en 2002, le professeur William Tutte a présidé l'institut, lui succèdent Anne Penfold Street puis Ronald C. Mullin. Le président pour la période 2019-2022 est Doug Stinson.

## Médailles
L'ICA décerne la médaille Euler chaque année pour récompenser les contributions à la combinatoire d'un membre de l'institut encore en activité dans la recherche. Elle porte le nom du mathématicien Leonhard Euler.
L'ICA décerne également la médaille Hall, qui porte le nom du mathématicien Marshall Hall, Jr., en reconnaissance de travaux remarquables par des membres âgés de moins de 40 ans.
L'ICA décerne aussi la médaille Kirkman, qui porte le nom de Thomas Kirkman, en reconnaissance de travaux remarquables par des membres dans les quatre années qui ont suivi l'obtention de leur doctorat.
L'ICA décerne enfin la médaille Stanton, du nom de Ralph Stanton. La médaille Stanton honore les contributions importantes de toute une vie à la promotion de la discipline de la combinatoire par la défense des droits, la sensibilisation, le service, l'enseignement et/ou le mentorat. Au plus une médaille par année est décernée, généralement à un Fellow de l'ICA. 

### Liste des lauréats de la médaille Hall
- 2021 : Tao Feng, Anita Pasotti
- 2020 : Jie Ma
- 2019 : Koen Thas, Jeroen Schillewaert
- 2018 : Kai-Uwe Schmidt
- 2017 : John Bamberg, Daniel Horsley
- 2016 : non attribuée
- 2015 : Lijun Ji
- 2014 : Peter Dukes
- 2013 : Bart De Bruyn
- 2012 : Michael Giudici
- 2011 : Olga Polverino
- 2010 : Catherine Greenhill
- 2009 : non attribuée
- 2008 : Ian Wanless
- 2007 : David Pike
- 2006 : Darryn Bryant, Gennian Ge, Heather Jordon
- 2005 : Jonathan Jedwab
- 2004 : Dirk Hachenberger, Masaaki Harada
- 2003 : Antonio Cossidente
- 2002 : Saad El-Zanati
- 2001 : Alfred Menezes, Alexander Pott
- 2000 : Michael Henning, Klaus Metsch
- 1999 : Hendrik Van Maldeghem, Rolf Rees
- 1998 : Marco Buratti, Arrigo Bonisoli
- 1997 : Reinhard Diestel
- 1996 : Christos Koukouvinos, Christine O'Keefe, Tim Penttila
- 1995 : Donald Kreher
- 1994 : Ortrud Oellermann, Chris Rodger, Doug Stinson

### Liste des lauréats de la médaille Kirkman
- 2021 : Yujie Gu, Natasha Morrison
- 2020 : Chong Shangguan
- 2019 : Tao Zhang
- 2018 : Alexander Bors, Shuxing Li
- 2017 : Hengjia Wei, Binzhou Xia
- 2016 : Yue Zhou
- 2015 : Padraig Ó Catháin
- 2014 : Daniele Bartoli
- 2013 : Tommaso Traetta
- 2012 : Rebecca Stones, Xiande Zhang
- 2011 : Tao Feng
- 2010 : Daniel Horsley, Kai-Uwe Schmidt
- 2009 : non décernée
- 2008 : Nick Cavenagh, Futaba Okamoto
- 2007 : Petteri Kaski, Peter Dukes
- 2006 : John Bamberg, Giuseppe Marino, Koen Thas
- 2005 : Michael Giudici, Matt Walsh
- 2004 : Andreas Enge, Jon-Lark Kim
- 2003 : Ken-ichi Kawarabayashi, Mateja Sajna, Sanming Zhou
- 2002 : Ian Wanless
- 2001 : Matthew Brown, Alan Ling, Ying Miao
- 2000 : Michael Raines
- 1999 : Nicholas Hamilton, Qing Xiang
- 1998 : Peter Adams, Cai Heng Li
- 1997 : Matsumoto Makoto, Bernhard Schmidt
- 1996 : Gregory Gutin (en), Patric R. J. Östergård
- 1995 : Darryn Bryant
- 1994 : Robert Craigen, Jonathan Jedwab[8]

### Liste des lauréats de la médaille Stanton
- 2021 : Gary Chartrand
- 2020 : non décernée
- 2019 : Charlie Colbourn
- 2018 : non décernée
- 2017 : Robin Wilson
- 2016 : Ronald Mulin